# Onthophagus manipurensis
Onthophagus manipurensis là một loài bọ cánh cứng trong họ Bọ hung (Scarabaeidae).